# El Biar
El Biar là một đô thị thuộc tỉnh Alger, Algérie. Dân số thời điểm năm 2002 là 52.582 người.